# Nekrolog 3. Quartal 1955
Nekrolog
◄◄
| ◄
| 1951
| 1952
| 1953
| 1954
| 1955 | 1956 | 1957 | 1958 | 1959 | ► | ►►
1. Quartal |
2. Quartal |
3. Quartal |
4. Quartal 1955
Weitere Ereignisse | Allgemeiner Nekrolog 1955
Die Beschreibung der verstorbenen Person sollte so kurz wie möglich gehalten sein und nur deren signifikante Tätigkeit(en) enthalten.
Neue Namen ggf. auch unter dem Geburts- und Sterbedatum, also etwa unter 1. Januar und im Geburts- und Sterbejahr (2024) eintragen (nur bei entsprechender großer Wichtigkeit). Für Beispiele siehe die schon vorhandenen Artikel.
Außerdem über die fünf zuletzt Verstorbenen, zu denen es einen ausreichend guten Artikel für eine Präsentation auf der Hauptseite gibt, nach der todesbedingten Überarbeitung der Artikel ggf. auch unter Wikipedia Diskussion:Hauptseite informieren und sie am besten auch in den anderen Wikipedia-Sprachversionen eintragen. Tipp: Regelmäßig bei news.google.de nach „ist tot“, „gestorben“ oder „verstorben“ suchen.
Wenn eine Person gestorben ist, gibt es viele Seiten zu dieser Person in der Wikipedia, die davon auch betroffen sind und entsprechend aktualisiert werden müssen. Beispiele: Namenübersichtsseite, Geburtsjahr, Geburtsort-Seiten und viele mehr.
Wie finde ich die betroffenen Seiten?
Im Suchfeld auf der linken Seite gibt man den Suchbegriff so ein: „Vorname Nachname“. Dann klickt man auf Volltext und alle Seiten mit entsprechendem Suchtext werden aufgerufen. Hier sieht man dann schnell, wo auch das Todesjahr Sinn macht oder sogar ein Teil des Artikels angepasst werden muss. Auch hilft das „Werkzeug“ auf der linken Seite sehr gut, um solche Seiten aufzufinden: „Links auf diese Seite“. Somit ist die Wikipedia wieder aktuell in allen Bereichen! Hinweis: bei Eintragung der Kategorie „Gestorben JAHR“ wird der Missbrauchsfilter 49 ausgelöst, was jedoch nicht schlimm ist. Siehe: Spezial:Missbrauchsfilter/49
Dies ist eine Liste von im dritten Quartal 1955 verstorbenen bekannten Persönlichkeiten. Die Einträge erfolgen innerhalb der einzelnen Daten alphabetisch sortiert. Tiere sind im Nekrolog für Tiere zu finden.

## Juli
| Tag      | Name                                      | Beruf, bekannt als                                                                                              | Alter | Beleg |
| -------- | ----------------------------------------- | --- | ----- | ----- |
| 1. Juli  | Adnan Adıvar                              | türkischer Politiker, Historiker, Mediziner und Schriftsteller                                                  |       |       |
| 1. Juli  | Rudolf Baschant                           | österreichischer Maler, Grafiker und Pflanzenjäger und Pädagoge                                                 | 57    |       |
| 1. Juli  | Wilson Benge                              | britischer Schauspieler                                                                                         | 80    |       |
| 1. Juli  | Eugen Hoffmann                            | deutscher Bildhauer und Grafiker                                                                                | 62    |       |
| 1. Juli  | Bill Horr                                 | US-amerikanischer Leichtathlet und American-Football-Trainer                                                    | 75    |       |
| 1. Juli  | Anna Schomburg                            | deutsche Pädagogin                                                                                              | 80    |       |
| 2. Juli  | Rudolf Appelt                             | deutscher Politiker (KSČ) und Botschafter der DDR in Moskau (1951–1955)                                         | 54    |       |
| 2. Juli  | Marco Davanzo                             | italienischer Maler                                                                                             | 82    |       |
| 2. Juli  | Fritz Freisler                            | österreichischer Schauspieler, Filmregisseur und Drehbuchautor                                                  | 74    |       |
| 2. Juli  | Kara Fatma                                | türkische Schriftstellerin und Milizenführerin                                                                  |       |       |
| 2. Juli  | Michael Lukas                             | deutscher Politiker (BVP), MdL, MdR                                                                             | 77    |       |
| 3. Juli  | Hans Bauszus                              | deutscher Offizier und SS-Führer                                                                                | 83    |       |
| 3. Juli  | Beatrice Chase                            | britische Schriftstellerin                                                                                      | 80    |       |
| 3. Juli  | Richard Guldan                            | deutscher Ingenieur und Hochschullehrer                                                                         | 54    |       |
| 3. Juli  | Wilhelm Lorey                             | deutscher Mathematiker                                                                                          | 82    |       |
| 3. Juli  | Friedrich Pfäfflin                        | deutscher Autor einer deutschsprachigen Bibelübersetzung                                                        | 81    |       |
| 4. Juli  | Fritz Brügel                              | österreichisch-tschechoslowakischer Bibliothekar, Diplomat und Schriftsteller                                   | 58    |       |
| 4. Juli  | Konrad Dahl                               | deutscher Politiker (SPD), MdL                                                                                  | 56    |       |
| 4. Juli  | Hans Fechter                              | deutscher Marineoffizier                                                                                        | 70    |       |
| 4. Juli  | Gertrud Kornfeld                          | deutsche Chemikerin                                                                                             | 63    |       |
| 4. Juli  | Eugène Penancier                          | französischer Politiker, Senator und Minister                                                                   | 82    |       |
| 4. Juli  | Eugen Reuter                              | deutscher Politiker (Zentrum, BCSV, CDU)                                                                        | 70    |       |
| 4. Juli  | Jakow Borissowitsch Skomorowski           | sowjetischer Trompeter, Jazzmusiker, Dirigent und Lehrer                                                        | 65    |       |
| 4. Juli  | Carl Winand                               | deutscher Architekt                                                                                             | 75    |       |
| 5. Juli  | Richard Blankenburg                       | deutscher Landschaftsmaler                                                                                      | 64    |       |
| 5. Juli  | Gianni Cavalieri                          | italienischer Schauspieler                                                                                      | 47    |       |
| 5. Juli  | Matúš Černák                              | slowakischer Politiker und Diplomat                                                                             | 51    |       |
| 5. Juli  | Thomas James Crawford                     | britisch-kanadischer anglikanischer Organist und Komponist                                                      | 78    |       |
| 5. Juli  | Gustave Magnel                            | belgischer Bauingenieur, Hochschullehrer                                                                        | 65    |       |
| 5. Juli  | Sergei Ossipowitsch Maisel                | russischer Physiker und Hochschullehrer                                                                         | 72    |       |
| 5. Juli  | Buddy Wise                                | US-amerikanischer Jazzmusiker                                                                                   | 27    |       |
| 6. Juli  | Hans Bandi                                | Schweizer Offizier                                                                                              | 72    |       |
| 6. Juli  | Ferdinand Barlog                          | deutscher Karikaturist, Comiczeichner und -autor                                                                | 59    |       |
| 6. Juli  | Olga Michailowna Freudenberg              | sowjetische Philologin und eine Pionierin der Cultural studies in Russland                                      | 65    |       |
| 6. Juli  | Paolo Gallico                             | italienisch-amerikanischer Pianist, Komponist und Musikpädagoge                                                 | 78    |       |
| 6. Juli  | Willy Hellpach                            | deutscher Mediziner, Psychologe und Politiker (DDP), MdR                                                        | 78    |       |
| 6. Juli  | Johanna Hundhausen                        | deutsche Lehrerin und Schulleiterin                                                                             | 77    |       |
| 6. Juli  | Alfred Garth Jones                        | englischer Künstler, Illustrator und Designer                                                                   | 82    |       |
| 6. Juli  | Wendell Mitchell Latimer                  | US-amerikanischer Physikochemiker                                                                               | 62    |       |
| 6. Juli  | Waldemar Müller                           | deutscher Schriftsteller                                                                                        | 84    |       |
| 6. Juli  | Theodor Wanner                            | deutscher Unternehmer, Wissenschaftsförderer und Museumsleiter                                                  | 80    |       |
| 7. Juli  | Egon Brunswik                             | US-amerikanischer Psychologe                                                                                    | 52    |       |
| 7. Juli  | Eduard Dolezal                            | österreichischer Geodät                                                                                         | 93    |       |
| 7. Juli  | Adolf Greifenstein                        | deutscher Facharzt für Hals-Nasen-Ohren-Heilkunde und Hochschullehrer                                           | 55    |       |
| 7. Juli  | Rudolf Henn                               | deutsch-amerikanischer Bildhauer                                                                                | 75    |       |
| 8. Juli  | Alfred Peyser                             | deutscher HNO-Arzt in Berlin                                                                                    | 84    |       |
| 9. Juli  | Don Beauman                               | britischer Rennfahrer                                                                                           | 26    |       |
| 9. Juli  | Magnus Dedek                              | deutscher Politiker (CDU), MdV                                                                                  | 38    |       |
| 9. Juli  | Adolfo de la Huerta                       | mexikanischer Politiker und Präsident Mexikos                                                                   | 74    |       |
| 9. Juli  | Francis Donald Klingender                 | britischer Soziologe und Kunsthistoriker                                                                        |       |       |
| 9. Juli  | Karl Knapp                                | württembergischer Verwaltungsbeamter                                                                            | 85    |       |
| 9. Juli  | Apollo Soucek                             | US-amerikanischer Vizeadmiral der US Navy                                                                       |       |       |
| 9. Juli  | David Witbooi                             | Nama-Kaptein im heutigen Namibia                                                                                | 83    |       |
| 10. Juli | Einar Frogner                             | norwegischer Politiker (Bondepartiet), Mitglied des Storting                                                    | 62    |       |
| 10. Juli | Vilém Funk                                | tschechischer Politiker und Rechtswissenschafter                                                                | 80    |       |
| 10. Juli | Jerry Hoyt                                | US-amerikanischer Automobilrennfahrer                                                                           | 26    |       |
| 10. Juli | Étienne Œhmichen                          | französischer Ingenieur und Hubschrauberkonstrukteur                                                            | 70    |       |
| 11. Juli | Edward Amoore                             | britischer Sportschütze                                                                                         | 78    |       |
| 11. Juli | Maria Ansorge                             | deutsche Politikerin (SPD), MdR, MdB                                                                            | 74    |       |
| 11. Juli | Gustave Dumas                             | Schweizer Mathematiker                                                                                          | 83    |       |
| 11. Juli | Arno Franke                               | deutscher Journalist und Politiker (NSDAP, DSP)                                                                 | 78    |       |
| 11. Juli | Ernest Mercier                            | französischer Industrieller, Gründer von Total                                                                  | 77    |       |
| 11. Juli | John G. Utterback                         | US-amerikanischer Politiker                                                                                     | 82    |       |
| 11. Juli | Max Witte                                 | deutscher Geistlicher                                                                                           | 46    |       |
| 12. Juli | Leonhard Horlacher                        | deutscher Schmied, Gewerkschafter und Politiker (SPD)                                                           | 80    |       |
| 12. Juli | Paul Scheunemann                          | deutscher Ingenieur, Reichsbahnbeamter und Pionier des Autobahnbaus in Deutschland                              | 73    |       |
| 13. Juli | James Dolan                               | irischer Politiker (Sinn Féin, Fine Gael)                                                                       | 72    |       |
| 13. Juli | Ruth Ellis                                | britische Mörderin                                                                                              | 28    |       |
| 13. Juli | Roderich Fick                             | deutscher Architekt                                                                                             | 68    |       |
| 13. Juli | Karl Haedenkamp                           | deutscher Mediziner und Sanitätsoffizier, Politiker (DNVP, NSDAP), MdR                                          | 66    |       |
| 13. Juli | Edvin Wilhelm Henning                     | schwedischer Maler und Bildhauer                                                                                | 56    |       |
| 13. Juli | Max Jäger                                 | deutscher Verwaltungsbeamter und Politiker (CDU), MdL                                                           | 68    |       |
| 13. Juli | Werner Lange                              | deutscher Maler                                                                                                 | 67    |       |
| 14. Juli | James Horace King                         | kanadischer Arzt und Politiker                                                                                  | 82    |       |
| 14. Juli | Christian Schilling                       | deutscher Fußballspieler                                                                                        | 75    |       |
| 14. Juli | Friedrich Weber                           | Führer des Freikorps Oberland und Reichstierärzteführer                                                         | 63    |       |
| 15. Juli | Ludwig Albert                             | deutscher Kriminalpolizist und Geheimdienstmitarbeiter                                                          | 55    |       |
| 15. Juli | Walter Antz                               | deutscher Polizeipräsident und bayerischer Staatsminister                                                       | 67    |       |
| 15. Juli | Thomas Cooper, 1. Baron Cooper of Culross | schottischer Richter und Politiker                                                                              | 62    |       |
| 15. Juli | Ray Hinsdale                              | US-amerikanischer Filmtechniker                                                                                 | 49    |       |
| 15. Juli | Martin Lintzel                            | deutscher Historiker                                                                                            | 54    |       |
| 16. Juli | Malcolm Chace                             | US-amerikanischer Tennisspieler                                                                                 | 80    |       |
| 16. Juli | Henry de Beauvoir De Lisle                | britischer General im Ersten Weltkrieg                                                                          | 90    |       |
| 16. Juli | Augustin Hilty                            | liechtensteinischer Maler und Sportschütze                                                                      | 58    |       |
| 16. Juli | Anton van Norden                          | deutscher Architekt und Stadtbaumeister                                                                         | 76    |       |
| 16. Juli | Harry Rosenswärd                          | schwedischer Segler                                                                                             | 73    |       |
| 16. Juli | Karl Truesdell                            | US-amerikanischer Generalmajor                                                                                  | 72    |       |
| 16. Juli | Reuben T. Wood                            | US-amerikanischer Politiker                                                                                     | 70    |       |
| 16. Juli | Maxim Ziese                               | deutscher Dramatiker und Schriftsteller                                                                         | 54    |       |
| 17. Juli | Friedrich Gaus                            | deutscher Jurist, Staatsbeamter und Diplomat                                                                    | 73    |       |
| 17. Juli | Johannes Lieff                            | deutscher Richter und Politiker (NSDAP)                                                                         | 76    |       |
| 17. Juli | Ludwig Wolker                             | deutscher Geistlicher, Mitglied der katholischen Jugendbewegung und Mitbegründer des Bundes der deutschen ka... | 68    |       |
| 18. Juli | Otto Binz                                 | deutscher Künstler, Lithograf                                                                                   | 86    |       |
| 18. Juli | Lorenz Brandl                             | deutscher Kommunalpolitiker                                                                                     | 72    |       |
| 18. Juli | Friedrich Freksa                          | deutscher Autor und Herausgeber                                                                                 | 73    |       |
| 18. Juli | Arthur Shaw                               | US-amerikanischer Hürdenläufer                                                                                  | 69    |       |
| 18. Juli | Hans Theyer                               | österreichischer Kamerapionier                                                                                  | 71    |       |
| 19. Juli | Otto Goetze                               | deutscher Chirurg und Hochschullehrer                                                                           | 69    |       |
| 20. Juli | Frank Crowther                            | US-amerikanischer Politiker                                                                                     | 85    |       |
| 20. Juli | Wilhelm François                          | deutscher Handwerker und Politiker (WP), MdR                                                                    | 76    |       |
| 20. Juli | Calouste Gulbenkian                       | britischer Ingenieur, Ölforscher, Geschäftsmann, Finanzexperte und Kunstsammler armenischer Herkunft            | 86    |       |
| 20. Juli | Joaquín Pardavé                           | mexikanischer Schauspieler, Regisseur, Drehbuchautor und Songwriter                                             | 54    |       |
| 20. Juli | Arthur Roessler                           | österreichischer Kunstkritiker und Autor                                                                        | 78    |       |
| 20. Juli | Emil Schwamberger                         | deutscher Kommunalpolitiker und Oberbürgermeister von Ulm (1919–1933)                                           | 73    |       |
| 20. Juli | Georg von Sodenstern                      | deutscher Offizier, zuletzt General der Infanterie im Zweiten Weltkrieg                                         | 65    |       |
| 20. Juli | Andreas Weber                             | deutscher Politiker (SPD), MdL                                                                                  | 76    |       |
| 20. Juli | Dimitri Alexandrowitsch Wentzel           | russischer Physiker und Hochschullehrer                                                                         | 56    |       |
| 20. Juli | Walter Wittke                             | deutscher Offizier, zuletzt Generalleutnant im Zweiten Weltkrieg                                                | 67    |       |
| 21. Juli | Albert Köhler                             | niedersächsischer Politiker (SPD), MdL                                                                          | 68    |       |
| 21. Juli | Erwin Marquardt                           | deutscher Wasserbauer                                                                                           | 66    |       |
| 21. Juli | Jacinto Robles                            | chilenischer Fußballspieler                                                                                     | 57    |       |
| 21. Juli | Georg Oskar Schubert                      | deutscher Fernsehtechniker                                                                                      | 55    |       |
| 21. Juli | Anton Staus                               | deutscher Maschinenbauer und Astronom                                                                           | 82    |       |
| 21. Juli | Fritz Wiegers                             | deutscher Geologe                                                                                               | 80    |       |
| 22. Juli | Clemens Bosch                             | deutscher Althistoriker und Numismatiker                                                                        | 55    |       |
| 22. Juli | Daniel Charpilloz                         | Schweizer Industrieller                                                                                         | 62    |       |
| 22. Juli | Mary Collin                               | englisch-britische Schuldirektorin und Aktivistin für das Frauenwahlrecht                                       | 95    |       |
| 22. Juli | István Frank                              | französischer Romanist, Provenzalist und Mediävist                                                              | 37    |       |
| 22. Juli | Hermann Krome                             | deutscher Kapellmeister, Liedkomponist und Volksliedforscher                                                    | 67    |       |
| 22. Juli | Václav Nosek                              | tschechoslowakischer Politiker                                                                                  | 62    |       |
| 22. Juli | Haakon Shetelig                           | norwegischer Archäologe                                                                                         | 78    |       |
| 22. Juli | Hans Tichi                                | deutscher Vertriebenenpolitiker, MdB                                                                            | 74    |       |
| 23. Juli | Georg Fritsch                             | deutscher Architekt und Baubeamter                                                                              | 65    |       |
| 23. Juli | Hans Grohe                                | deutscher Unternehmer                                                                                           | 84    |       |
| 23. Juli | Cordell Hull                              | Außenminister der USA und Nobelpreisträger                                                                      | 83    |       |
| 23. Juli | Georg Friedrich Konrich                   | deutscher Politiker (DHP, DP), MdL                                                                              | 76    |       |
| 23. Juli | Hermann Josef Müller                      | deutscher Schriftsteller                                                                                        | 54    |       |
| 23. Juli | Albrecht II. von Österreich-Teschen       | Großgrundbesitzer, Politiker und Mitglied des Ungarischen Oberhauses                                            | 57    |       |
| 23. Juli | Ahmad Qavām                               | Gouverneur, Minister, Ministerpräsident des Iran                                                                |       |       |
| 23. Juli | Alois Stinglwagner                        | deutscher Diplom-Ingenieur, Bergwerksdirektor und Politiker (BVP, CSU), MdL und Senator (Bayern)                | 68    |       |
| 24. Juli | Pjotr Iwanowitsch Ljaschtschenko          | russisch-sowjetischer Ökonom, Professor                                                                         |       |       |
| 24. Juli | Roland Weitzenböck                        | österreichisch-niederländischer Mathematikhistoriker                                                            | 70    |       |
| 25. Juli | Jules Coulin                              | Schweizer sozialistischer Kunstkritiker                                                                         |       |       |
| 25. Juli | Isaak Ossipowitsch Dunajewski             | sowjetischer Musiker und Komponist                                                                              | 55    |       |
| 25. Juli | Ilmari Hannikainen                        | finnischer Komponist                                                                                            | 62    |       |
| 25. Juli | J. Roland Kinzer                          | US-amerikanischer Politiker                                                                                     | 81    |       |
| 25. Juli | Syrie Maugham                             | britische Innenarchitektin                                                                                      | 76    |       |
| 26. Juli | Raymond Clare Archibald                   | kanadischer Mathematiker                                                                                        | 79    |       |
| 26. Juli | Wilhelm Hammann                           | deutscher Politiker und Widerstandskämpfer                                                                      | 58    |       |
| 26. Juli | Rudolf Lehmann                            | deutscher Jurist                                                                                                | 64    |       |
| 26. Juli | Karl-Albrecht Tiemann                     | deutscher Philologe und Opfer der DDR-Justiz                                                                    |       |       |
| 27. Juli | Pawel Afanassjewitsch Buryschkin          | russischer Unternehmer und Politiker                                                                            | 68    |       |
| 28. Juli | Miyatake Gaikotsu                         | japanischer Journalist und Medienhistoriker                                                                     | 88    |       |
| 28. Juli | Earl G. Harrison                          | amerikanischer Jurist, Akademiker und öffentlicher Bediensteter                                                 | 56    |       |
| 28. Juli | Herbert Norsch                            | US-amerikanischer Filmtechniker und Spezialeffektkünstler                                                       | 46    |       |
| 29. Juli | William Edward Barton                     | US-amerikanischer Politiker                                                                                     | 87    |       |
| 29. Juli | Georg Reinhart                            | Schweizer Kaufmann, Kunstsammler und Mäzen                                                                      | 78    |       |
| 29. Juli | Franz Simoner                             | österreichischer Politiker (CSP, ÖVP), Landtagsabgeordneter                                                     | 56    |       |
| 29. Juli | Richard B. Vail                           | US-amerikanischer Politiker                                                                                     | 59    |       |
| 29. Juli | Eduard Weitsch                            | deutscher Pädagoge, Volksschullehrer und Theoretiker der Volksbildung                                           | 72    |       |
| 30. Juli | Albert Daudistel                          | deutscher Schriftsteller                                                                                        | 64    |       |
| 30. Juli | Magnús Ásgeirsson                         | isländischer Lyriker und Übersetzer                                                                             | 53    |       |
| 30. Juli | Franz Mederle                             | deutscher Rechtsanwalt und Kommunalpolitiker                                                                    | 61    |       |
| 30. Juli | Fritz Schuler                             | deutscher Politiker (CDU), MdL, MdB                                                                             | 70    |       |
| 31. Juli | Wilhelm Benary                            | deutscher Psychologe, Verleger und Kaufmann                                                                     | 67    |       |
| 31. Juli | Josef Braun                               | deutscher Politiker (Zentrum, CDU), MdL                                                                         | 65    |       |
| 31. Juli | Robert Francis                            | US-amerikanischer Schauspieler                                                                                  | 25    |       |
| 31. Juli | David Madden                              | irischer Politiker                                                                                              |       |       |
| 31. Juli | Mathilde Planck                           | deutsche Lehrerin und Abgeordnete                                                                               | 93    |       |
| 31. Juli | Zdenka Schelingová                        | slowakische Ordensschwester, Märtyrin und Selige                                                                | 38    |       |
| Juli     | Werner Göbel                              | deutscher Fußballspieler                                                                                        | 30    |       |

## August
| Tag        | Name                                                      | Beruf, bekannt als                                                                                              | Alter | Beleg |
| ---------- | --------------------------------------------------------- | --- | ----- | ----- |
| 1. August  | Alfred Ezra                                               | britischer Vogelzüchter und -halter                                                                             | 82    |       |
| 01. August | William Hamilton                                          | US-amerikanischer Leichtathlet                                                                                  | 71    |       |
| 1. August  | Hans Arthur von Kemnitz                                   | deutscher Diplomat und Politiker (DVP, DNVP), MdR                                                               | 84    |       |
| 1. August  | Albin Lambotte                                            | belgischer Chirurg                                                                                              |       |       |
| 1. August  | Christian Strauch                                         | deutscher Turner                                                                                                | 59    |       |
| 2. August  | Fritz Baum                                                | deutscher Manager der deutschen Montanindustrie                                                                 | 75    |       |
| 2. August  | John Patrick Higgins                                      | US-amerikanischer Politiker                                                                                     | 62    |       |
| 2. August  | Franz Katz                                                | tschechoslowakischer Politiker                                                                                  | 67    |       |
| 2. August  | Karl Kübler                                               | deutscher Postbeamter und Politiker (DDP, FDP), Vizepräsident des Landtages Württemberg-Hohenzollern            | 74    |       |
| 2. August  | Arthur Pugh                                               | britischer Gewerkschafter                                                                                       | 85    |       |
| 2. August  | Rupprecht von Bayern                                      | bayerischer Kronprinz und Generalfeldmarschall                                                                  | 86    |       |
| 2. August  | Wallace Stevens                                           | US-amerikanischer Lyriker und Essayist                                                                          | 75    |       |
| 3. August  | Isaac Cline                                               | US-amerikanischer Meteorologe                                                                                   | 93    |       |
| 3. August  | Otto Dorfner                                              | deutscher Buchbindermeister und Hochschullehrer                                                                 | 70    |       |
| 3. August  | Rudolf Gross                                              | deutscher Politiker (NSDAP), MdR                                                                                | 66    |       |
| 4. August  | William J. Cameron                                        | kanadisch-amerikanischer Journalist, Pressesprecher Henry Fords                                                 | 76    |       |
| 5. August  | Suzan Ball                                                | amerikanische Schauspielerin                                                                                    | 21    |       |
| 5. August  | Gino von Finetti                                          | deutscher Gebrauchsgrafiker                                                                                     | 78    |       |
| 5. August  | Carmen Miranda                                            | brasilianische Sängerin und Schauspielerin                                                                      | 46    |       |
| 6. August  | Ernst Bachmann                                            | Schweizer Arzt                                                                                                  | 76    |       |
| 6. August  | Janet Beecher                                             | US-amerikanische Schauspielerin                                                                                 | 70    |       |
| 6. August  | Dominikus Böhm                                            | deutscher Architekt und Hochschullehrer                                                                         | 74    |       |
| 6. August  | Walter Soomer                                             | deutscher Opernsänger (Bassbariton) und Gesangspädagoge                                                         | 77    |       |
| 6. August  | Ernst Toepfer                                             | deutscher impressionistischer Maler                                                                             | 78    |       |
| 7. August  | Dmytro Abramowytsch                                       | ukrainischer Literaturhistoriker                                                                                | 81    |       |
| 7. August  | Alcide Côté                                               | kanadischer Politiker (Liberale Partei)                                                                         | 52    |       |
| 7. August  | Josef Ehinger                                             | deutscher Bildschnitzer und Restaurator                                                                         | 65    |       |
| 7. August  | Ferdinand Graf Hahn                                       | deutscher Politiker (CDU), MdL                                                                                  | 80    |       |
| 07. August | Eva Olliwier                                              | schwedische Wasserspringerin                                                                                    | 51    |       |
| 8. August  | Hugo Hatzler                                              | deutscher Maler des Jugendstils                                                                                 | 83    |       |
| 8. August  | Albert Herzog                                             | deutscher Schriftsteller, Journalist, Dichter und Erzähler                                                      | 88    |       |
| 9. August  | Marion Bauer                                              | US-amerikanische Komponistin                                                                                    | 72    |       |
| 9. August  | Thomas E. Scanlon                                         | US-amerikanischer Politiker                                                                                     | 58    |       |
| 9. August  | Fritz Steuri                                              | Schweizer Skirennläufer und Bergführer                                                                          |       |       |
| 9. August  | Henri Verhavert                                           | belgischer Turner                                                                                               | 80    |       |
| 10. August | Wilhelm von Allwörden                                     | deutscher nationalsozialistischer Politiker und Hamburger Senator                                               | 63    |       |
| 10. August | Hans Andersag                                             | deutscher Wissenschaftler                                                                                       | 53    |       |
| 10. August | Dieter Hoenes                                             | deutscher Mineraloge und Geologe                                                                                | 43    |       |
| 10. August | Adolf Hueck                                               | deutscher Bergbaumanager und Politiker (DVP), MdR                                                               | 73    |       |
| 10. August | Walter Kähler                                             | evangelischer Theologe                                                                                          | 78    |       |
| 10. August | Louis Liagre                                              | französischer römisch-katholischer Bischof von La Rochelle                                                      | 71    |       |
| 10. August | Jane Murfin                                               | US-amerikanische Dramaturgin und Drehbuchautorin                                                                | 70    |       |
| 11. August | Arthur G. Crane                                           | US-amerikanischer Politiker (Republikanische Partei)                                                            | 77    |       |
| 11. August | Bert Freeman                                              | englischer Fußballspieler                                                                                       | 69    |       |
| 11. August | Clarence D. Martin                                        | US-amerikanischer Politiker                                                                                     | 68    |       |
| 11. August | Axel Moberg                                               | schwedischer Orientalist und Hochschullehrer                                                                    | 83    |       |
| 11. August | Paul Pagel                                                | deutscher Politiker (CDU), MdL                                                                                  | 60    |       |
| 11. August | Joseph Schilgen                                           | deutscher Politiker (Zentrum)                                                                                   | 68    |       |
| 11. August | Robert Williams Wood                                      | US-amerikanischer Experimentalphysiker                                                                          | 87    |       |
| 12. August | Richard Dörschel                                          | deutscher Architekt                                                                                             |       |       |
| 12. August | Miloslav Fleischmann                                      | tschechischer Eishockeyspieler                                                                                  | 68    |       |
| 12. August | Alfred Gerasch                                            | deutscher Schauspieler                                                                                          | 77    |       |
| 12. August | Thomas Mann                                               | deutscher Schriftsteller und Literatur-Nobelpreisträger                                                         | 80    |       |
| 12. August | John Emil Peurifoy                                        | US-amerikanischer Diplomat, Botschafter in Griechenland, Guatemala und Thailand                                 | 48    |       |
| 12. August | James Batcheller Sumner                                   | US-amerikanischer Chemiker, Nobelpreis für Chemie (1946)                                                        | 67    |       |
| 12. August | August Wagenmann                                          | deutscher Augenarzt                                                                                             | 92    |       |
| 13. August | Florence Easton                                           | englische Opernsängerin (Sopran)                                                                                | 72    |       |
| 13. August | Wilhelm Ebel                                              | deutscher Pädagoge und Autor                                                                                    | 64    |       |
| 13. August | Arthur Lewis Hall                                         | britisch-südafrikanischer Geologe                                                                               | 83    |       |
| 13. August | John Klenner                                              | US-amerikanischer Komponist, Songwriter und Pianist                                                             | 56    |       |
| 13. August | Wilhelm Kreis                                             | deutscher Architekt und Hochschullehrer                                                                         | 82    |       |
| 13. August | Lois Welzenbacher                                         | deutsch-österreichischer Architekt                                                                              | 66    |       |
| 14. August | Christian Dick                                            | norwegischer Segler                                                                                             | 71    |       |
| 14. August | Fiske Kimball                                             | amerikanischer Architekt und Architekturhistoriker                                                              | 66    |       |
| 14. August | Herbert Putnam                                            | US-amerikanischer Bibliothekar                                                                                  | 93    |       |
| 15. August | Friedrich Moritz Mainzer                                  | deutscher Jurist, Verfolgter des Naziregimes, Emigrant                                                          | 80    |       |
| 15. August | Ernst Tegethoff                                           | deutscher Germanist, Romanist und Märchenforscher                                                               | 64    |       |
| 15. August | Charles A. Templeton                                      | US-amerikanischer Politiker                                                                                     | 84    |       |
| 16. August | Michael Ostheimer                                         | deutscher römisch-katholischer Geistlicher                                                                      | 79    |       |
| 16. August | Rudolf Schneider                                          | tschechischer Astronom, Geophysiker, Astrophysiker, Mathematiker, Klimatologie, Meteorologe, Hochschullehrer... | 74    |       |
| 16. August | Giuseppe Sirianni                                         | italienischer Admiral, Marineminister und Senator                                                               | 81    |       |
| 17. August | Peter Jensen                                              | deutscher Experimentalphysiker                                                                                  | 41    |       |
| 17. August | Fernand Léger                                             | französischer Maler und Kunstfälscher, Bildhauer, Grafiker, Keramiker und Filmregisseur                         | 74    |       |
| 18. August | Johann Engelmann                                          | Landtagsabgeordneter Volksstaat Hessen (SPD)                                                                    | 81    |       |
| 18. August | Giorgio Parodi                                            | Mitbegründer der Motorradfirma Moto Guzzi                                                                       |       |       |
| 18. August | Franz Schütz                                              | deutscher Hygieniker, Bakteriologe und Hochschullehrer                                                          | 68    |       |
| 19. August | Erich Grave                                               | deutscher Filmarchitekt                                                                                         | 64    |       |
| 19. August | Ernst Richard Neumann                                     | deutscher Mathematiker                                                                                          | 79    |       |
| 19. August | Géza Révész                                               | ungarisch-niederländischer Psychologe                                                                           | 76    |       |
| 19. August | Clarence von Rosen                                        | schwedischer Adliger, Sportfunktionär und Mitglied im Internationalen Olympischen Komitee (IOC)                 | 88    |       |
| 19. August | Nadja Strasser                                            | deutsch-russische Feministin, Schriftstellerin und Übersetzerin                                                 | 83    |       |
| 19. August | Otto Albert Bernhard Weiß                                 | deutscher Offizier, zuletzt Oberst der Luftwaffe im Zweiten Weltkrieg                                           | 47    |       |
| 19. August | Leopold Zscharnack                                        | evangelischer Theologe und Hochschullehrer                                                                      | 77    |       |
| 20. August | Friedrich von Aschoff                                     | preußischer Verwaltungsbeamter und Abgeordneter                                                                 | 91    |       |
| 20. August | Gustav Behrens                                            | deutscher Prähistoriker                                                                                         | 70    |       |
| 20. August | Maurice Gignoux                                           | französischer Geologe                                                                                           | 73    |       |
| 20. August | Emmerich Haas                                             | österreichischer Politiker (ÖVP), Landtagsabgeordneter im Burgenland                                            | 58    |       |
| 20. August | Anders Vilhelm Lundstedt                                  | schwedischer Rechtsphilosoph                                                                                    | 72    |       |
| 20. August | Jakob Schmeißner                                          | deutscher Architekt und Landesbaurat in Nürnberg                                                                | 81    |       |
| 20. August | Millicent Sutherland-Leveson-Gower, Duchess of Sutherland | britische Gesellschaftsdame und Sozialreformerin                                                                | 87    |       |
| 21. August | Adalbert Flaccus                                          | deutscher Eisenhüttenmann und Manager der deutschen Stahlindustrie                                              | 74    |       |
| 21. August | Max Honegger                                              | deutscher Maler, Illustrator und Buchgestalter                                                                  | 95    |       |
| 21. August | Adolf Miesz                                               | österreichischer Fußballschiedsrichter                                                                          | 67    |       |
| 21. August | Oscar Schwab                                              | schweizerisch-US-amerikanischer Bahnradsportler                                                                 | 73    |       |
| 22. August | Julius Außenberg                                          | österreichischer Filmproduzent, Filmkaufmann und Filmmanager                                                    | 68    |       |
| 22. August | Charles Peter Berkey                                      | US-amerikanischer Geologe                                                                                       | 88    |       |
| 22. August | Edwin Olin Downes                                         | US-amerikanischer Musikwissenschaftler, Musikkritiker und Musikschriftsteller                                   | 69    |       |
| 22. August | Ernst Büttner                                             | deutscher Geschichtslehrer und Heimatforscher                                                                   | 74    |       |
| 22. August | Miguel Jiménez López                                      | kolumbianischer Mediziner, Politiker und Rassentheoretiker                                                      | 80    |       |
| 22. August | Leopold von Ledebur                                       | deutscher Schauspieler                                                                                          | 79    |       |
| 22. August | Georg Thumshirn                                           | deutscher Motorradrennfahrer                                                                                    | 61    |       |
| 23. August | Robert Franz Curry                                        | US-amerikanisch-deutscher Maler                                                                                 | 82    |       |
| 23. August | Harold Fleming                                            | englischer Fußballspieler                                                                                       | 68    |       |
| 23. August | Friedrich Kochheim                                        | deutscher Ingenieur, Erfinder, Unternehmer, SS-Mitglied und KZ-Häftling sowie Autor                             | 63    |       |
| 23. August | Rudolf Minger                                             | Schweizer Politiker                                                                                             | 73    |       |
| 23. August | Oskar von Mitis                                           | österreichischer Historiker und Diplomatiker                                                                    | 81    |       |
| 23. August | Wilhelm Mosle                                             | deutscher Polizeibeamter und Landrat                                                                            | 78    |       |
| 23. August | Engelbert Regh                                            | deutscher Politiker (DVP, NSDAP, FDP), MdR                                                                      | 68    |       |
| 23. August | Eduard Schmidt                                            | deutscher Politiker (USP, KPD, SPD)                                                                             | 67    |       |
| 24. August | Oskar Coester                                             | deutscher Maler und Grafiker                                                                                    | 68    |       |
| 24. August | Felix Eichler                                             | preußischer Landrat und Regierungspräsident in Frankfurt (Oder)                                                 | 72    |       |
| 24. August | Paul Kirnig                                               | österreichischer Maler und Grafiker                                                                             | 64    |       |
| 24. August | William D. Mitchell                                       | US-amerikanischer Jurist und Justizminister                                                                     | 80    |       |
| 24. August | Hermann Röchling                                          | deutscher Industrieller, Wehrwirtschaftsführer des Dritten Reiches                                              | 82    |       |
| 25. August | Albert Ouriou                                             | französischer Automobilrennfahrer und Konstrukteur                                                              | 68    |       |
| 25. August | Kitazawa Rakuten                                          | japanischer Manga-Zeichner und Karikaturist                                                                     | 79    |       |
| 25. August | Heinrich Spoerl                                           | deutscher Schriftsteller                                                                                        | 68    |       |
| 25. August | Théophile Tellier                                         | französischer Kolonialbeamter                                                                                   | 82    |       |
| 26. August | Auguste Döll                                              | österreichische Malerin                                                                                         | 84    |       |
| 26. August | Reinhard Drewitz                                          | deutscher Segelsportler & Bootskonstrukteur                                                                     | 72    |       |
| 26. August | Karl Kindsmüller                                          | deutscher Kirchenmusiker, Priester und Gymnasiallehrer                                                          | 79    |       |
| 27. August | Karl Gmelich                                              | deutscher Zeichenlehrer und Kunstpädagoge                                                                       | 79    |       |
| 27. August | Johann Schaumberger                                       | deutscher Theologe und Wissenschaftshistoriker                                                                  | 69    |       |
| 27. August | Augusto Turati                                            | italienischer faschistischer Politiker, Mitglied der Camera dei deputati, IOC-Mitglied, Präsident des Italie... | 67    |       |
| 27. August | Joachim Wach                                              | deutsch-US-amerikanischer Religionswissenschaftler                                                              | 57    |       |
| 28. August | Ernst Eitner                                              | deutscher Maler des Impressionismus                                                                             | 87    |       |
| 28. August | Elisabeth Gerter                                          | Schweizer Schriftstellerin                                                                                      | 60    |       |
| 28. August | Bob Gordon                                                | US-amerikanischer Jazz-Saxofonist                                                                               | 27    |       |
| 28. August | Wilhelm Haus                                              | Bergarbeiter und Politiker (NSDAP)                                                                              | 56    |       |
| 28. August | Wilhelm Lax                                               | deutscher Manager der Chemischen Industrie                                                                      | 80    |       |
| 28. August | Josef März                                                | deutscher Geograph und Zeitungswissenschaftler                                                                  | 63    |       |
| 28. August | Franz Josef Nuißl                                         | deutscher Jurist und Politiker                                                                                  | 77    |       |
| 28. August | Emmett Till                                               | amerikanisches Mordopfer (Rassismus)                                                                            | 14    |       |
| 28. August | Hans Vogel                                                | deutscher Politiker (NSDAP), MdR, Polizeipräsident und SA-Führer                                                | 68    |       |
| 30. August | Caspar Herrmann                                           | Schweizer Maler                                                                                                 | 70    |       |
| 30. August | Theodor Thomas                                            | deutscher Gewerkschafter                                                                                        | 79    |       |
| 31. August | Willi Baumeister                                          | deutscher Maler                                                                                                 | 66    |       |
| 31. August | Oswald Bieber                                             | deutscher Architekt                                                                                             | 80    |       |
| 31. August | Walter Foitzick                                           | deutscher Schriftsteller, Journalist und Redakteur                                                              | 68    |       |
| 31. August | Eberhard Koebel                                           | deutscher Autor, Gründer der Jungenschaft                                                                       | 48    |       |
| 31. August | William MacKune                                           | britischer Turner                                                                                               | 73    |       |
| 31. August | Paul Schaarschmidt                                        | deutscher Architekt und Bauunternehmer                                                                          | 80    |       |
| 31. August | Ernst Sontag                                              | deutscher Jurist                                                                                                | 82    |       |
| August     | David Carstens                                            | südafrikanischer Boxer im Halbschwergewicht                                                                     | 42    |       |

## September
| Tag           | Name                                | Beruf, bekannt als                                                                                      | Alter | Beleg |
| ------------- | ----------------------------------- | --- | ----- | ----- |
| 1. September  | Archibald Campbell                  | neuseeländischer Politiker der Labour Party                                                             | 81    |       |
| 1. September  | Klara Hofer                         | deutsche Schriftstellerin                                                                               | 80    |       |
| 1. September  | Willi Kleinoschegg                  | deutscher Schauspieler                                                                                  | 69    |       |
| 1. September  | Friedrich von Prittwitz und Gaffron | deutscher Diplomat und Politiker (CSU), MdL                                                             | 71    |       |
| 1. September  | August Schuster                     | deutscher Bergsteiger und Unternehmer                                                                   |       |       |
| 1. September  | Luuk Tinbergen                      | niederländischer Ökologe                                                                                | 39    |       |
| 2. September  | Albert Clément                      | französischer Automobilrennfahrer                                                                       | 74    |       |
| 2. September  | Henri Dulac                         | französischer Mathematiker                                                                              | 84    |       |
| 2. September  | Stephen Victor Graham               | US-amerikanischer Politiker                                                                             | 81    |       |
| 2. September  | Nephi Jensen                        | US-amerikanischer Jurist, Politiker und Missionar der Kirche Jesu Christi der Heiligen der Letzten Tage | 79    |       |
| 2. September  | Rudolf Kattnigg                     | österreichischer Komponist, Pianist und Dirigent                                                        | 60    |       |
| 2. September  | Kim Bo-hyon                         | Bauer aus der Provinz Süd-Pyongan                                                                       | 83    |       |
| 2. September  | Erik Lindström                      | schwedischer Skispringer                                                                                | 37    |       |
| 2. September  | Axel Persson                        | schwedischer Radrennfahrer                                                                              | 67    |       |
| 2. September  | Johannes Schauer-Schoberlechner     | österreichischer Politiker (LBd), Abgeordneter zum Nationalrat                                          | 70    |       |
| 3. September  | Edmée Broers                        | niederländische Malerin                                                                                 | 78    |       |
| 3. September  | Elisabeth zu Mecklenburg            | Herzogin zu Mecklenburg [-Schwerin]; Großherzogin von Oldenburg                                         | 86    |       |
| 3. September  | Wilhelm Ganzenmüller                | deutscher Wissenschaftshistoriker                                                                       | 73    |       |
| 3. September  | Georgina Jones                      | US-amerikanische Tennisspielerin                                                                        | 73    |       |
| 4. September  | Mabel Dwight                        | US-amerikanische Künstlerin                                                                             | 80    |       |
| 4. September  | Eduard Korrodi                      | Schweizer Journalist, Essayist und Literaturkritiker                                                    | 69    |       |
| 4. September  | Hans Lietzmann                      | deutscher Maler und Zeichner                                                                            | 83    |       |
| 4. September  | Lorenz Orth                         | deutscher Lehrer und Kommunalpolitiker (Deutsche Zentrumspartei)                                        | 82    |       |
| 5. September  | Alan Cobcroft                       | samoanischer Plantagenbesitzer und Politiker                                                            |       |       |
| 5. September  | Frederick W. Dallinger              | US-amerikanischer Jurist und Politiker                                                                  | 83    |       |
| 6. September  | Lindsay Cocks                       | australischer Bahnradsportler                                                                           | 21    |       |
| 6. September  | Otto Lang                           | Landtagsabgeordneter Volksstaat Hessen                                                                  | 72    |       |
| 6. September  | Walter Riehl                        | österreichischer Rechtsanwalt und Politiker (DNSAP), Landtagsabgeordneter                               | 73    |       |
| 6. September  | Kurt Riezler                        | deutscher Diplomat, Politiker und Philosoph                                                             | 73    |       |
| 7. September  | Willy Achsel                        | deutscher Regisseur, Drehbuchschreiber, Filmproduzent und Schauspieler                                  | 71    |       |
| 7. September  | Georg Behrens-Ramberg               | deutscher Maler und Radierer                                                                            | 79    |       |
| 7. September  | Henry Braddon                       | australischer Politiker, Diplomat und Manager                                                           | 92    |       |
| 7. September  | Hans Löffler                        | deutscher Verwaltungsjurist und Kommunalpolitiker                                                       | 83    |       |
| 7. September  | Marjorie Mestayer                   | neuseeländische Kuratorin und Muschelforscherin                                                         | 75    |       |
| 7. September  | Ernst Rabel                         | Rechtsgelehrter, wird als der Begründer der Rechtsvergleichung in Deutschland angesehen                 | 81    |       |
| 8. September  | Jan de Jong                         | niederländischer Geistlicher, Erzbischof von Utrecht und Kardinal                                       | 69    |       |
| 8. September  | Joseph Edward McCarthy              | US-amerikanischer Geistlicher, römisch-katholischer Bischof von Portland                                | 78    |       |
| 8. September  | Wilhelm Mühlhoff                    | deutscher Politiker (Zentrum), MdL                                                                      | 62    |       |
| 8. September  | Erich Pabst                         | deutscher Schauspieler, Theaterregisseur und -intendant sowie Drehbuchautor                             | 64    |       |
| 8. September  | Richard Verderber                   | österreichischer Fechter                                                                                | 71    |       |
| 9. September  | Hermann Buchert                     | deutscher Architekt, Baubeamter und Hochschullehrer                                                     | 79    |       |
| 9. September  | Johann Tönjes Cordes                | deutscher Schiffbauingenieur und Werftdirektor                                                          | 77    |       |
| 9. September  | Carl Friedberg                      | deutscher Pianist und Musikpädagoge                                                                     | 82    |       |
| 9. September  | Kikuchi Keigetsu                    | japanischer Maler                                                                                       | 75    |       |
| 9. September  | Hans Rudolphi                       | deutscher Geograph und Professor an der Universität Leipzig                                             | 70    |       |
| 9. September  | Falk Ruttke                         | deutscher Jurist und Rassenhygieniker während der Zeit des Nationalsozialismus                          | 60    |       |
| 9. September  | Walter Stach                        | deutscher Mittellateinischer Philologe                                                                  | 64    |       |
| 9. September  | Euthymia Üffing                     | deutsche Clemensschwester                                                                               | 41    |       |
| 10. September | Robert Blackburn                    | britischer Luftfahrtpionier und Flugzeugkonstrukteur                                                    | 70    |       |
| 10. September | Luise Rist                          | deutsche Politikerin                                                                                    | 78    |       |
| 11. September | Francisco Fiorentino                | argentinischer Tangosänger und Bandoneonist                                                             | 49    |       |
| 11. September | Oswald Kroh                         | Psychologe                                                                                              | 67    |       |
| 11. September | Einar Liberg                        | norwegischer Sportschütze                                                                               | 81    |       |
| 11. September | August Wedekind                     | deutscher Politiker (SPD), MdL                                                                          | 65    |       |
| 12. September | Edward Lazansky                     | US-amerikanischer Jurist und Politiker                                                                  | 82    |       |
| 12. September | Wilhelm Mößner                      | deutscher Politiker                                                                                     | 67    |       |
| 12. September | Ernst Rode                          | deutscher Generalmajor der Schutzpolizei, SS-Brigadeführer und Generalmajor der Waffen-SS               | 61    |       |
| 12. September | Frank Stokes                        | US-amerikanischer Blues-Gitarrist                                                                       | 67    |       |
| 13. September | Max Angerer                         | österreichischer Maler                                                                                  | 77    |       |
| 13. September | Anne Dallas Dudley                  | US-amerikanische Suffragette                                                                            | 78    |       |
| 13. September | Otto Martin Julius Koenig           | österreichischer Pädagoge, Wissenschaftler und Schriftsteller                                           | 74    |       |
| 13. September | Mario Sarto                         | Italienischer Bildhauer                                                                                 | 69    |       |
| 13. September | Claudio Trezzani                    | italienischer General, Chef des Verteidigungsstabes                                                     | 74    |       |
| 14. September | Lagi von Ballestrem                 | deutsche Widerstandskämpferin, Mitglied des Solf-Kreises und Tochter von Hanna Solf                     | 46    |       |
| 14. September | Arthur Béliveau                     | kanadischer Geistlicher, Erzbischof von Saint-Boniface                                                  | 85    |       |
| 14. September | Franz Carl Weiskopf                 | deutschsprachiger Schriftsteller                                                                        | 55    |       |
| 15. September | Edgar Klitsch                       | deutscher Theaterintendant und Schauspieler                                                             | 68    |       |
| 15. September | Albert Rivaud                       | französischer Altphilologe, Philosoph und Politiker                                                     | 79    |       |
| 15. September | Eduard Strauch                      | deutscher SS-, Sicherheitspolizei- und SD-Befehlshaber und Kriegsverbrecher                             | 49    |       |
| 16. September | Leopold Stennett Amery              | britischer Politiker, Mitglied des House of Commons                                                     | 81    |       |
| 16. September | Gustav von Bergmann                 | deutscher Internist                                                                                     | 76    |       |
| 16. September | Gustav Hölscher                     | deutscher evangelischer Theologe und Hochschullehrer (Alttestamentler)                                  | 78    |       |
| 16. September | Hans Jäger                          | deutscher Grafiker                                                                                      | 68    |       |
| 16. September | Edgar von Schmidt-Pauli             | deutscher Schriftsteller, Journalist und Literaturfunktionär                                            | 74    |       |
| 16. September | Adelheid Schneller                  | österreichische Historikerin und Schriftstellerin                                                       | 82    |       |
| 16. September | Johann Anton Tscharner              | schweizerischer Architekt                                                                               | 75    |       |
| 17. September | Willi Schulz                        | deutscher Maler und Zeichner                                                                            | 44    |       |
| 18. September | Georg Graf                          | deutscher Orientalist                                                                                   | 80    |       |
| 18. September | Sophie Redmond                      | surinamische Ärztin                                                                                     | 48    |       |
| 18. September | Tyko Sallinen                       | finnischer Maler                                                                                        | 76    |       |
| 18. September | Benjamin Strasser                   | österreichischer Maler                                                                                  | 67    |       |
| 19. September | Paul Rudolf Backhaus                | deutscher Bildhauer                                                                                     | 76    |       |
| 19. September | Richard Benz                        | deutscher Industrieller und Automobilrennfahrer                                                         | 80    |       |
| 19. September | John Dingell senior                 | US-amerikanischer Politiker                                                                             | 61    |       |
| 19. September | Karl Friedrich Horch                | deutscher Politiker (SPD), MdL                                                                          | 68    |       |
| 19. September | Carl Milles                         | schwedischer Bildhauer                                                                                  | 80    |       |
| 20. September | Ermanno Amicucci                    | italienischer Journalist und Politiker, Mitglied der camera                                             | 65    |       |
| 20. September | Hermann Hoffmann-Fölkersamb         | deutscher Initiator des Wandervogels                                                                    | 80    |       |
| 20. September | Otto Reich                          | deutscher SS-Führer und KZ-Kommandant                                                                   | 63    |       |
| 20. September | Robert Riskin                       | US-amerikanischer Drehbuch- und Theaterautor, sowie Filmproduzent und Filmregisseur                     | 58    |       |
| 20. September | Noel Mason Smith                    | US-amerikanischer Regisseur und Drehbuchautor                                                           | 60    |       |
| 20. September | Wilhelm Widenmann                   | deutscher Marineoffizier und Diplomat                                                                   | 84    |       |
| 21. September | Aubrey Brain                        | britischer Hornist und Musikpädagoge                                                                    | 62    |       |
| 21. September | Ernst Krogius                       | finnischer Segler und Sportfunktionär                                                                   | 90    |       |
| 21. September | Gerhard Stumme                      | deutscher Chirurg und Orthopäde sowie Sammler von Literatur zum Fauststoff                              | 84    |       |
| 22. September | Francisco Gavidia                   | salvadorianischer Schriftsteller                                                                        | 91    |       |
| 22. September | Alfred Hofstetter                   | Schweizer Politiker (FDP)                                                                               | 86    |       |
| 22. September | Luise Kähler                        | deutsche Gewerkschafterin und Politikerin (SPD)                                                         | 86    |       |
| 22. September | Erich Kober                         | deutsch-österreichischer Schauspieler, Filmregisseur und Drehbuchautor                                  | 69    |       |
| 22. September | Samuel H. Kress                     | US-amerikanischer Unternehmer, Kunstsammler und Kunstmäzen                                              | 92    |       |
| 22. September | Paul Schäuble                       | Benediktinerabt                                                                                         | 92    |       |
| 23. September | Ludwig Adamovich senior             | österreichischer Jurist, Justizminister und Präsident des Verfassungsgerichtshofs                       | 65    |       |
| 23. September | Erich Benecke                       | deutscher Pathologe und Hochschullehrer                                                                 | 48    |       |
| 23. September | Anton Deiser                        | österreichischer Politiker, Landtagsabgeordneter                                                        | 83    |       |
| 23. September | Jakob Goldschmidt                   | deutscher Bankier                                                                                       | 72    |       |
| 23. September | Konstantin Hierl                    | deutscher Offizier, Politiker (NSDAP), MdR                                                              | 80    |       |
| 23. September | Eduard Knirsch                      | österreichischer Arzt und Entomologe                                                                    |       |       |
| 23. September | Martha Norelius                     | US-amerikanische Schwimmerin                                                                            | 47    |       |
| 23. September | Kurt Schaarschuch                   | deutscher Fotograf                                                                                      | 50    |       |
| 23. September | Curt Weller                         | deutscher Verleger                                                                                      | 60    |       |
| 24. September | Arthur Millspaugh                   | US-amerikanischer Politikberater und Autor                                                              | 72    |       |
| 24. September | Peter Petersz                       | deutscher Schauspieler, Hörspielsprecher und Synchronsprecher                                           | 29    |       |
| 24. September | Hermann Schmälzger                  | deutscher Politiker (SPD), MdL                                                                          | 62    |       |
| 24. September | Ib Schønberg                        | dänischer Schauspieler                                                                                  | 52    |       |
| 24. September | Walter Dill Scott                   | amerikanischer Psychologe, Pionier der angewandten Psychologie                                          | 86    |       |
| 24. September | William Smathers                    | US-amerikanischer Politiker und Senator                                                                 | 64    |       |
| 24. September | Manó Vesztróczy                     | ungarischer Maler                                                                                       | 80    |       |
| 24. September | Charles J. Warner                   | US-amerikanischer Politiker                                                                             | 80    |       |
| 25. September | Wendell Berge                       | amerikanischer Wirtschaftsjurist                                                                        |       |       |
| 25. September | Eduard Kehlmann                     | österreichischer Autor                                                                                  | 72    |       |
| 25. September | Shōtarō Moriyasu                    | japanischer Jazzmusiker                                                                                 | 31    |       |
| 25. September | Adolf Prümers                       | deutscher Komponist, Organist und Chorleiter                                                            | 78    |       |
| 25. September | Rakhmabai                           | indische Ärztin und Sozialreformerin                                                                    | 90    |       |
| 25. September | Franz Rellich                       | deutscher Mathematiker                                                                                  | 49    |       |
| 25. September | José Pascual Tamborini              | argentinischer Innenminister                                                                            | 69    |       |
| 25. September | Charles Daniel White                | US-amerikanischer Geistlicher, Bischof von Spokane                                                      | 76    |       |
| 25. September | Max Wieczorek                       | US-amerikanischer Maler                                                                                 | 91    |       |
| 26. September | Gottfried Raestrup                  | deutscher Rechtsmediziner und Hochschullehrer                                                           | 66    |       |
| 26. September | Franz Schily                        | deutscher Manager in der Stahlindustrie                                                                 | 62    |       |
| 27. September | Hannes Pingsmann                    | deutscher Maler und Grafiker                                                                            | 61    |       |
| 28. September | Biagio Pace                         | italienischer Klassischer Archäologe                                                                    | 65    |       |
| 28. September | Erwin Popper                        | österreichischer Mediziner                                                                              | 75    |       |
| 28. September | August Schupp                       | Landwirt und Landtagsabgeordneter                                                                       | 73    |       |
| 29. September | Wilhelm Ambrosius                   | deutscher Fregattenkapitän der Kriegsmarine                                                             | 52    |       |
| 29. September | Jakob Ammann                        | österreichischer Politiker (CSP), Landtagsabgeordneter zum Vorarlberger Landtag                         | 74    |       |
| 29. September | Harold North Fowler                 | US-amerikanischer Klassischer Philologe und Archäologe                                                  | 96    |       |
| 29. September | Ilse Lind                           | österreichische Schauspielerin                                                                          |       |       |
| 29. September | Robert Cyril Layton Perkins         | britischer Entomologe                                                                                   | 88    |       |
| 29. September | Louis Leon Thurstone                | US-amerikanischer Ingenieur und Psychologe                                                              | 68    |       |
| 29. September | Otto Ullmann                        | deutscher Polizeipräsident und SS-Führer                                                                | 56    |       |
| 29. September | Leslie Wilson                       | britischer Offizier und Politiker                                                                       | 79    |       |
| 29. September | Ernst Wyss                          | Schweizer Staatsbeamter                                                                                 | 62    |       |
| 30. September | Otto Anselmino                      | deutscher Apotheker                                                                                     | 82    |       |
| 30. September | James Dean                          | US-amerikanischer Theater- und Filmschauspieler                                                         | 24    |       |
| 30. September | Pentti Haanpää                      | finnischer Schriftsteller                                                                               | 49    |       |
| 30. September | Walter Heimig                       | deutscher Landschafts-, Genre-, Figuren- und Porträtmaler sowie Lithograf der Düsseldorfer Schule       | 74    |       |
| 30. September | Marie Soldat-Röger                  | österreichischer Violinvirtuosin                                                                        | 92    |       |
| 30. September | Michael Tschechow                   | russisch-US-amerikanischer Schauspieler, Regisseur und Autor                                            | 64    |       |
| September     | Paul Brann                          | deutscher Puppenspieler, Schriftsteller und Schauspieler                                                | 82    |       |
| September     | Ludwig Müller                       | deutscher Fußballspieler und -funktionär                                                                |       |       |
| September     | Herman Cameron Norman               | britischer Botschafter                                                                                  |       |       |
| September     | Arnold E. Weber                     | deutscher Manager                                                                                       | 57    |       |